# Хидир-мечеть
Хидир-мечеть (азерб. Xıdır məscidi) — мечеть, розташована в столиці Азербайджану місті Баку, в історичній частині міста Ічері-Шехер.

## Історія
Побудована у 1301, як показали розкопки 1988 року – на місці храму вогнепоклонників. Будівля зведена на сходах, що вплинуло на архітектуру споруди.
У 1988 на нижньому поверсі купола проводилися археологічні розкопки. Також після розкопок проводилася реставрація.